# Politica della Nuova Zelanda
La Nuova Zelanda ha un sistema politico caratterizzato dal parlamentarismo, con molte somiglianze con quello del Regno Unito. Capo dello stato è il monarca britannico, attualmente Carlo III, rappresentato da un Governatore generale, ma il potere è esercitato dal Primo ministro della Nuova Zelanda e dal Gabinetto, tratti da un Parlamento eletto universalmente.
La Nuova Zelanda è stata l'unica nazione al mondo in cui tutte le cariche più alte dello stato sono state, fra il marzo 2005 e l'agosto 2006, ricoperte da donne: la regina della Nuova Zelanda Elisabetta II, il primo ministro Helen Clark, la Presidente della camera dei rappresentanti della Nuova Zelanda Margaret Wilson, la Presidente della corte suprema e Amministratore del governo Sian Elias.

## Sistema elettorale
Il sistema elettorale è misto, ma sostanzialmente proporzionale, i seggi che ogni partito ha vinto sono determinabili seguendo le seguenti 3 fasi:
1. In base al risultato nazionale di ogni partito vengono determinati, col sistema proporzionale e con il metodo di Hare, quanti dei 120 seggi totali previsti sono spettanti di diritto ad ogni forza politica; sono ammessi al riparto dei seggi solo i partiti che o hanno ottenuto almeno il 5% delle preferenze/o hanno vinto almeno 1 collegio uninominale. In questa fase non vengono eletti deputati.
2. 71 deputati sono eletti in altrettanti collegi uninominali, col sistema maggioritario a turno unico.
3. I restanti 49 deputati sono eletti in listini bloccati usando questa formula F3=F1-F2, dove:

- F3 sono i deputati che verranno eletti dal listino per ogni partito in questa fase
- F2 sono i deputati eletti da ogni partito nei collegi uninominali, ovvero nella seconda fase.
- F1 sono i deputati spettanti di diritto ad ogni partito e determinati nella prima fase.

Se per qualche partito si verifica che F2>F1 allora i deputati totali eletti saranno di misura maggiore rispetto ai 120 inizialmente previsti.

### Esempio
| Partito | Preferenze | %     | Seggi spettanti di diritto (F1) | Seggi collegi uninominali (F2) | Seggi listini bloccati(F3) | Totale |
| ------- | ---------- | ----- | ------------------------------- | ------------------------------ | -------------------------- | ------ |
| A       | 1.303.577  | 43,94 | 56                              | 40                             | 16                         | 56     |
| B       | 1.208.741  | 40,74 | 52                              | 27                             | 25                         | 52     |
| C       | 148.577    | 5,01  | 6                               | 0                              | 6                          | 6      |
| D       | 145.655    | 4,91  | 0                               | 0                              | 0                          | 0      |
| E       | 123.266    | 4,15  | 5                               | 1                              | 4                          | 5      |
| F       | 27.861     | 0,94  | 1                               | 2                              | 0                          | 2      |
| G       | 9.157      | 0,31  | 0                               | 1                              | 0                          | 1      |
| Totale  | 2.966.734  | 100   | 120                             | 71                             | 51                         | 122    |